# Stilbops gorokhovi
Stilbops gorokhovi är en stekelart som beskrevs av Dmitriy R. Kasparyan 1999. Stilbops gorokhovi ingår i släktet Stilbops och familjen brokparasitsteklar. Inga underarter finns listade i Catalogue of Life.